# Tournus
Tournus [vysl. túrny] je historické město v Burgundsku ve východní Francii, département Saône-et-Loire, s asi 6500 obyvateli. Na severní straně k městu přiléhá bývalý benediktinský klášter s vlastním opevněním.

## Město
Tournus leží v místě antického římského tábora na pravém břehu řeky Saône, v polovině cesty mezi Dijonem a Lyonem, asi 28 km severně od Mâconu, na dálnici A6 a na železniční trati Mâcon – Châlons-sur-Saône. V okolí je mnoho vinic (oblast Mâcon). V malebném historickém městě jsou dva středověké kostely, radnice a mnoho měšťanských domů z 15.-17. století.

## Klášter a kostel sv. Philiberta
Klášter v Tournus vznikl patrně už za Merovejců, v 6. nebo 7. století. Podruhé byl založen v polovině 9. století, když mniši z kláštera v Grandlieu v severní Francii prchali před normanským vpádem. Klášterní kostel sv. Philiberta byl založen o sto let později, koncem 10. století (vysvěcen 979), nicméně patří k nejstarším zachovaným památkám románského stavitelství v Burgundsku. Příční loď a chór v současné podobě byly patrně dokončeny po roce 1100 (nové svěcení 1127).
Kostel je trojlodní stavba z tesaného kamene se dvěma věžemi v průčelí, s neobvyklou soudkovou klenbou v hlavní lodi a věncem kaplí kolem chóru. Soudková klenba s válcovými poli napříč hlavní lodi se pokládá za technický kompromis, když se stavitelům nedařilo sklenout loď obvyklou valenou klenbou, kterou boční zdi neudržely. Západní předsíň (nartex) má v patře velkou místnost pro poutníky, věže jsou patrně pozdější a jižní věž nebyla dostavěna. Na různých místech kostela byly objeveny zbytky fresek. V podlaze ochozu kolem chóru byla v nedávné době odkryta pozoruhodně vyspělá mramorová mosaika se znameními zvířetníku, snad z 11. století. Kostel má bohatou sochařskou výzdobu, hlavice na sloupech i figury na severní věži.
Ke kostelu přiléhá na jižní straně rajský dvůr se zbytkem křížové chodby, s gotickou kapitulní síní a s velkým pozdně gotickým refektářem v samostatné budově (dnes výstavní síň). Z opevnění klášterního areálu se zachovaly dva páry kulatých vstupních věží – někdejších bran – a části hradby směrem k řece.

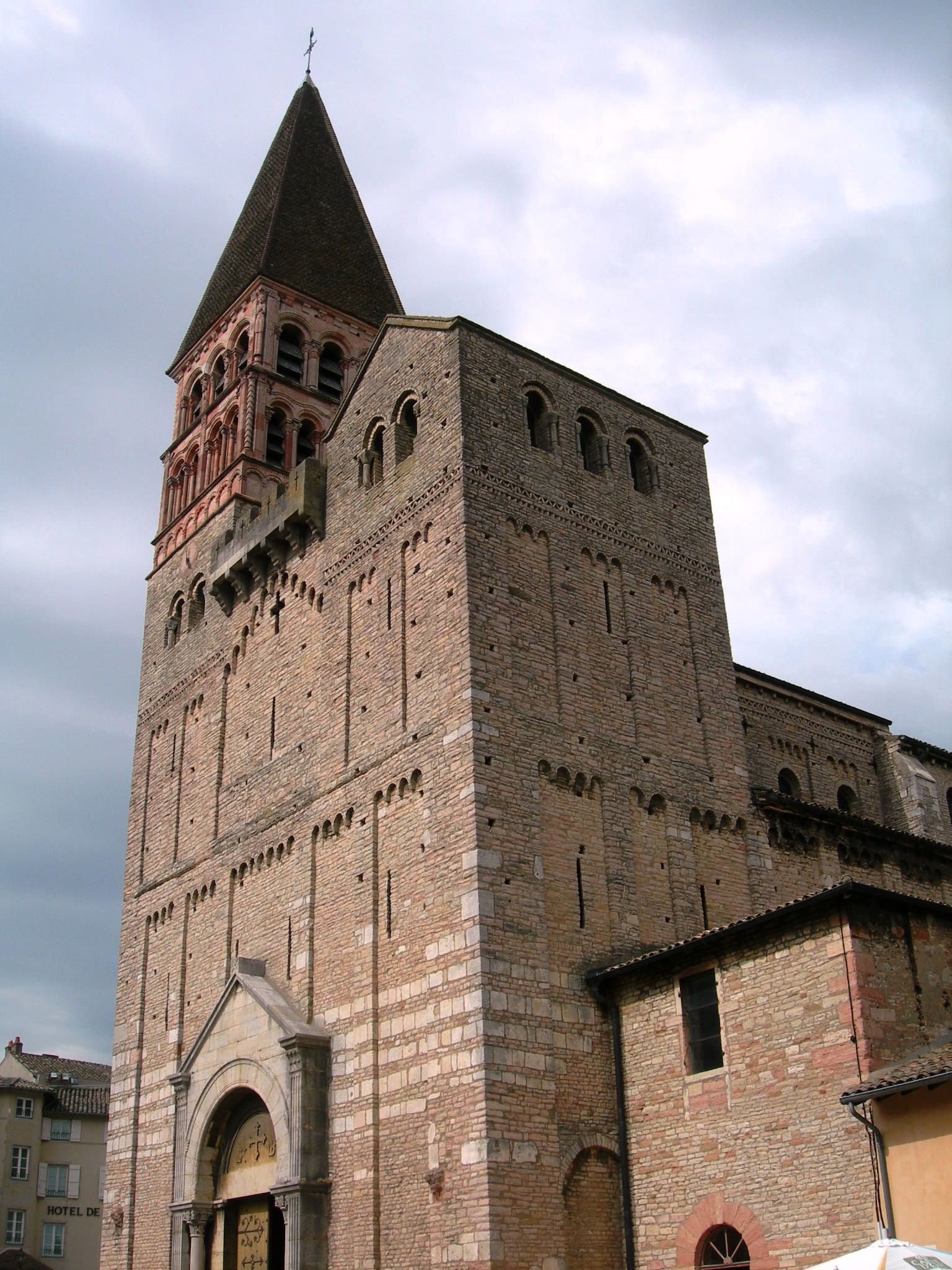
Západní průčelí kostela
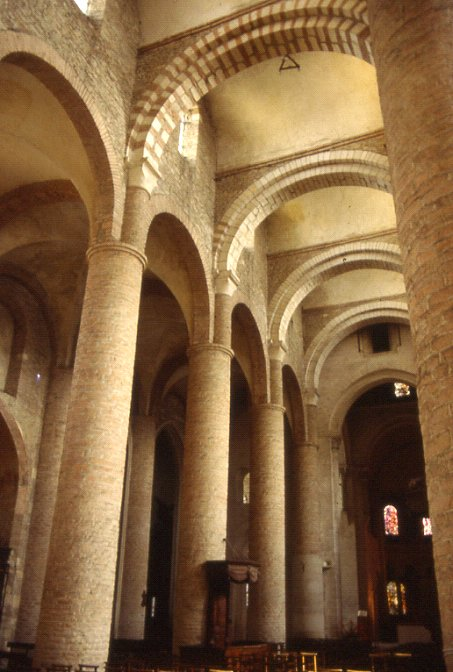
Soudková klenba
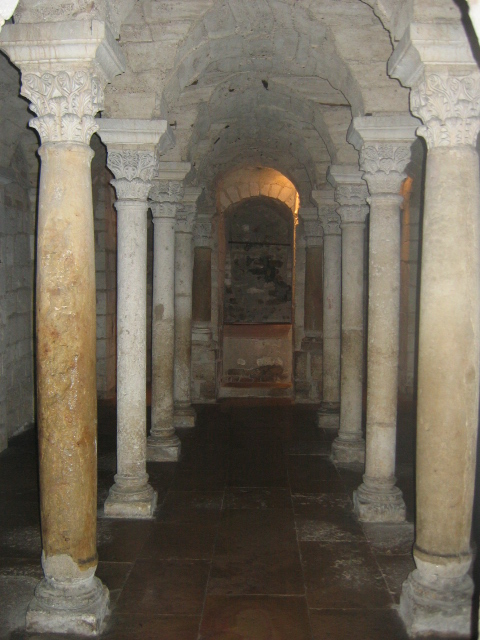
Krypta
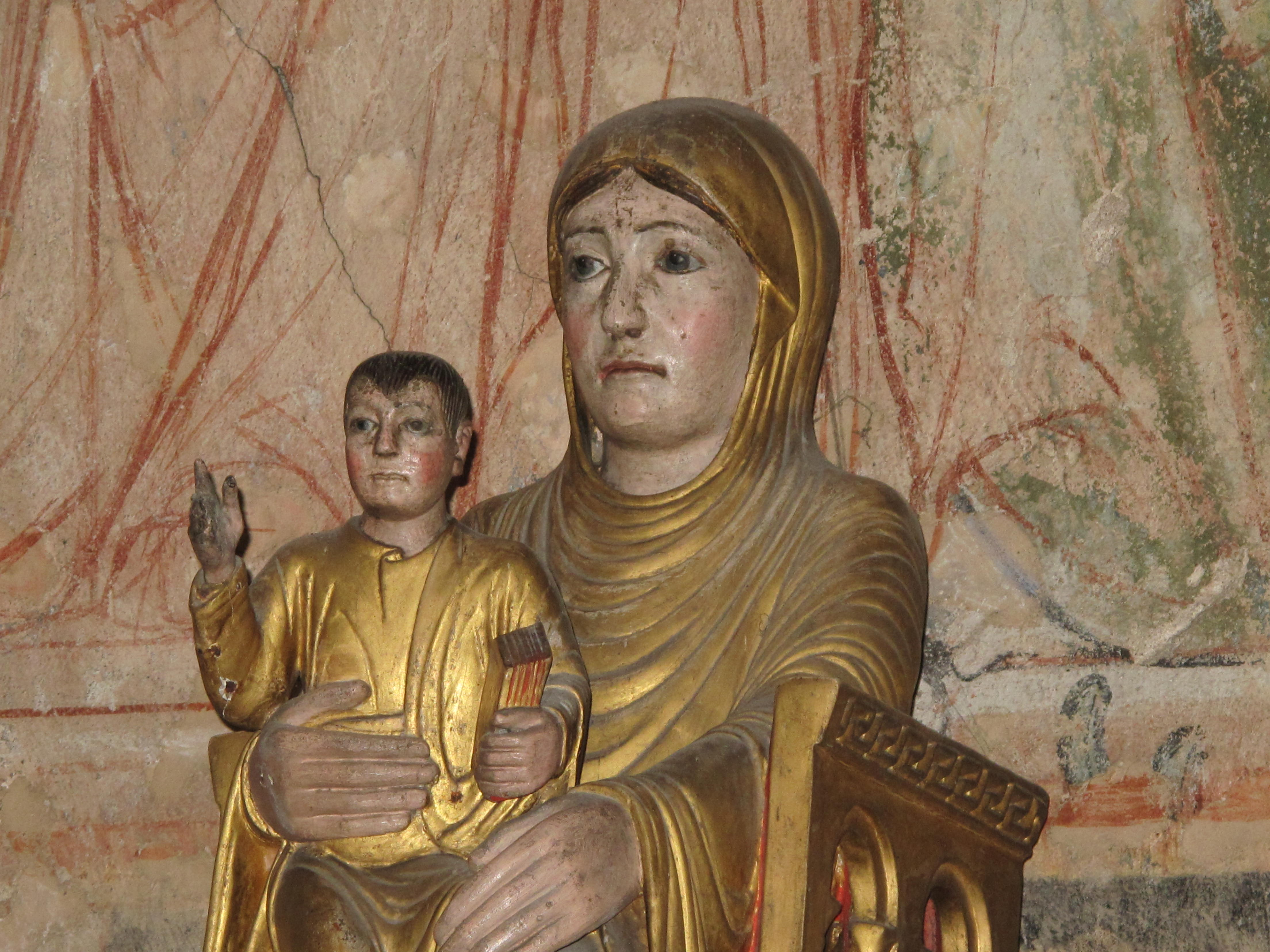
Socha Madony
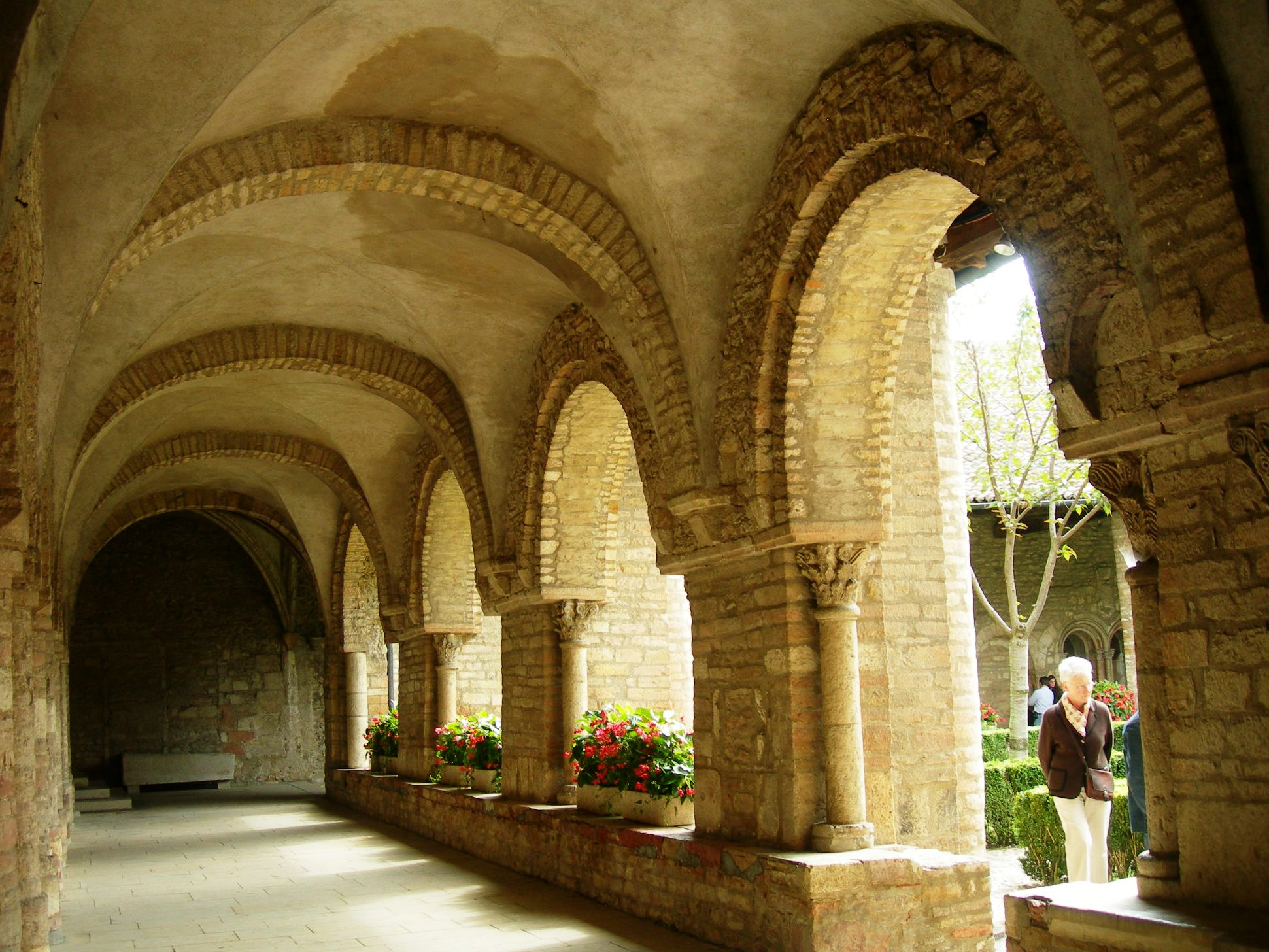
Křížová chodba
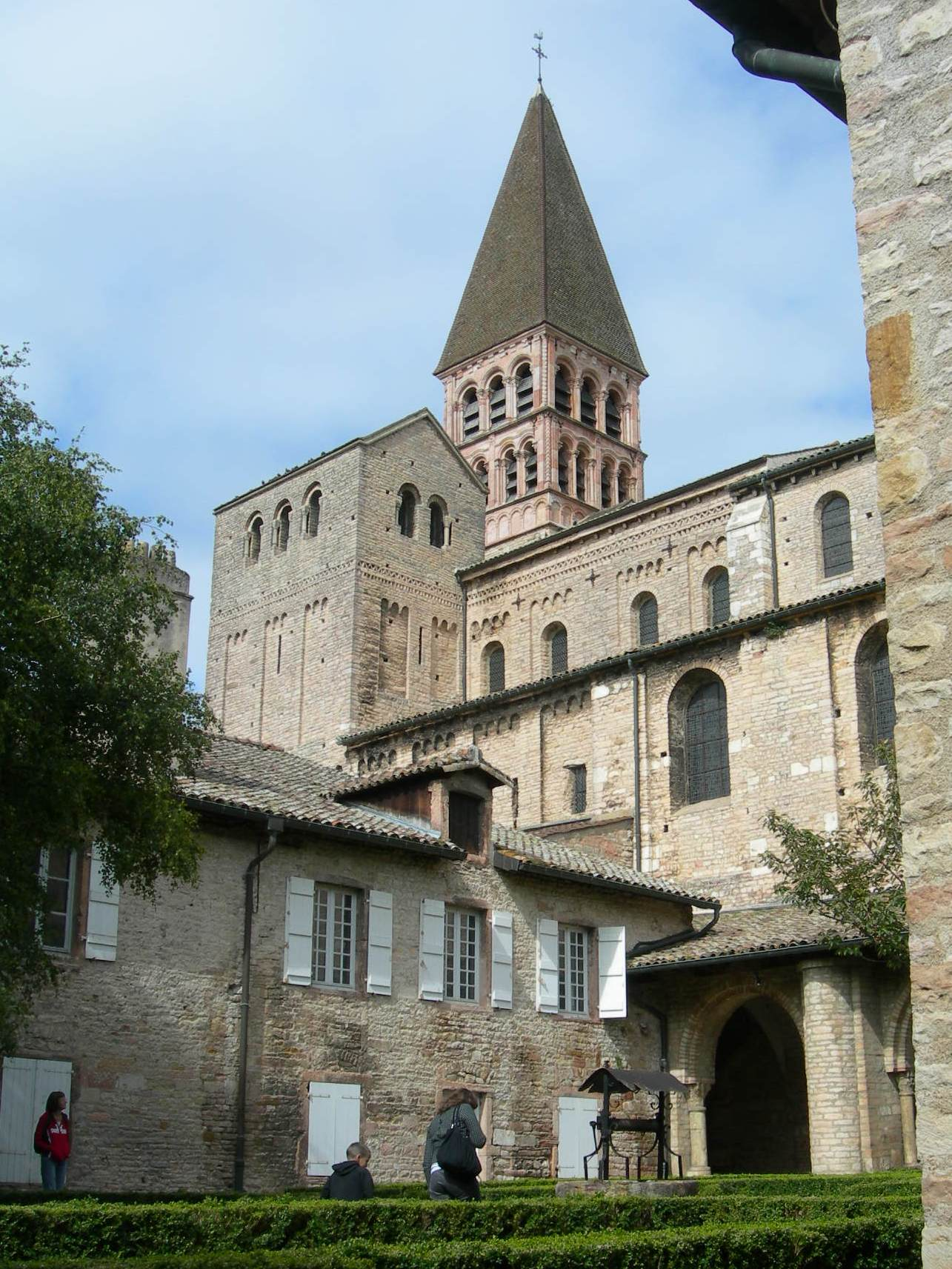
Kostel z rajského dvora
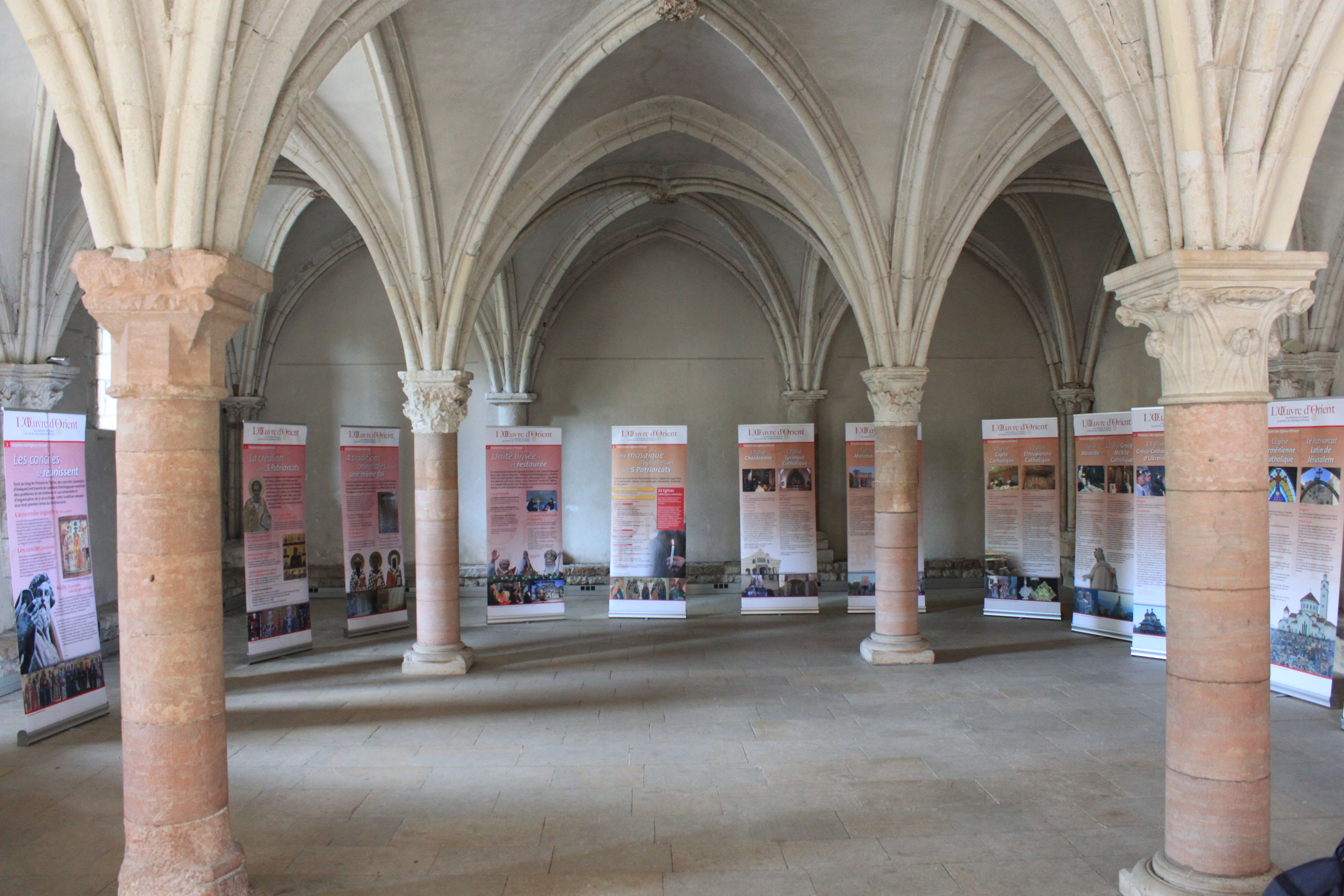
Kapitulní síň